# Seal (1991)
Seal är den brittiske sångaren Seals självbetitlade debutalbum, utgivet den 11 juni 1991.  Albumet kom på första plats i Storbritannien.

## Låtlista
1. "The Beginning" (Seal, Guy Sigsworth)–5:40
2. "Deep Water" (Seal)–5:56
3. "Crazy" (Seal)–4:47
4. "Killer" (Adam Tinley, Seal)–6:22
5. "Whirlpool" (Seal)–3:56
6. "Future Love Paradise" (Seal)–4:20
7. "Wild" (Seal, Sigsworth)–5:19
8. "Show Me" (Seal)–5:59
9. "Violet" (Seal, Sigsworth)–8:06